# Une vraie jeune fille
Une vraie jeune fille é um filme de drama produzido na França e lançado em 1976.